# Calçada Portuguesa
Die Calçada portuguesa (dt.: „Portugiesischer Gehweg“) ist eine charakteristische portugiesische Wegpflasterung, meist aus weißem Kalkstein und schwarzem Basalt. In Brasilien wird sie Pedra Portuguesa („Portugiesischer Stein“) genannt, ist aber in vielen Ländern auch als Mosaico Português („Portugiesisches Mosaik“) bekannt. Nicht zu verwechseln mit dem  Calçada artistica, dem „Künstlerischen Gehweg“, den es an unzähligen Plätzen und Alleen bei weitläufiger kunstvoller Ausgestaltung in Lissabon gibt.

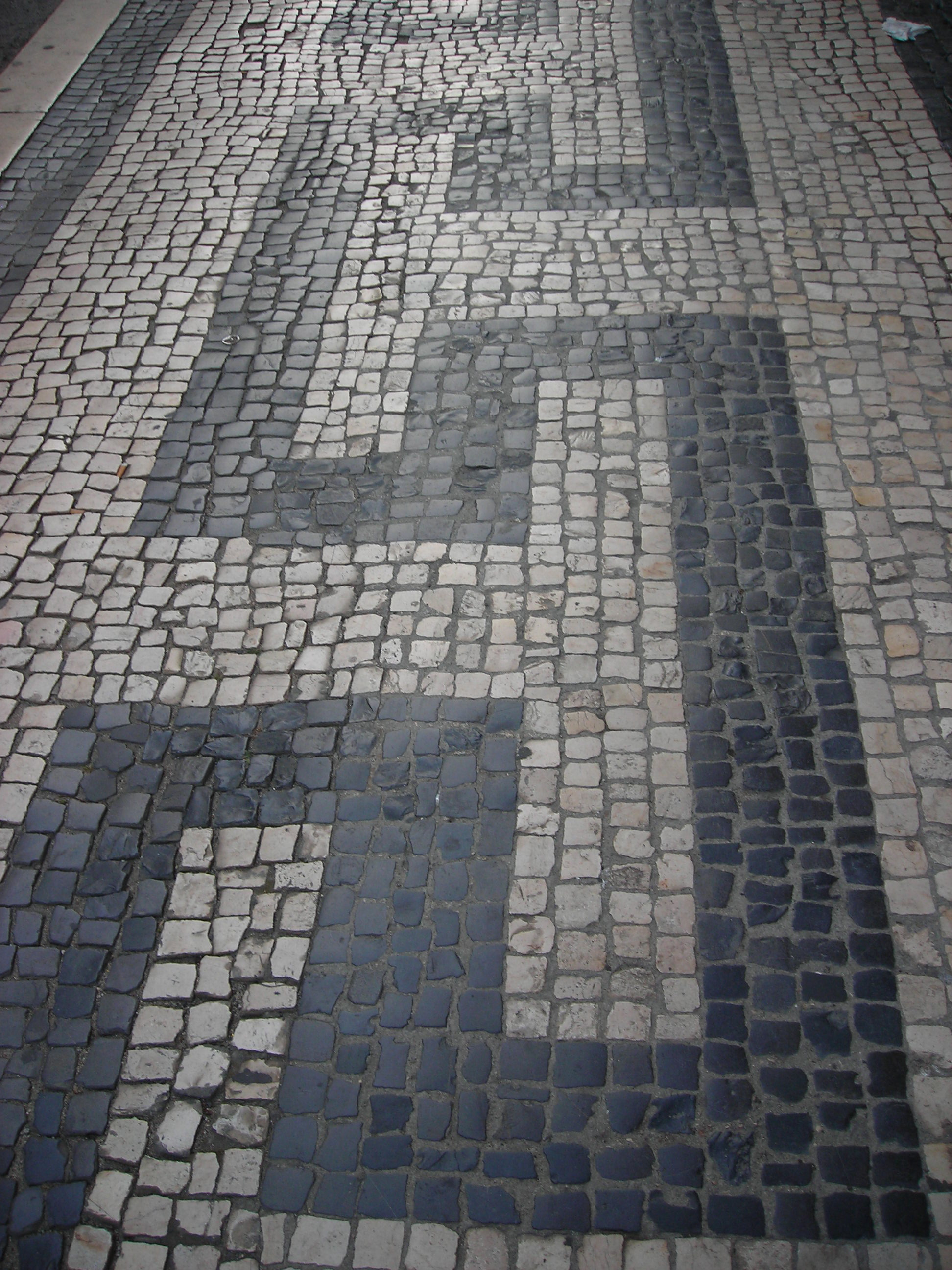
Calçada portuguesa in der Baixa Pombalina, der Lissabonner Unterstadt

## Geschichte und Gegenwart

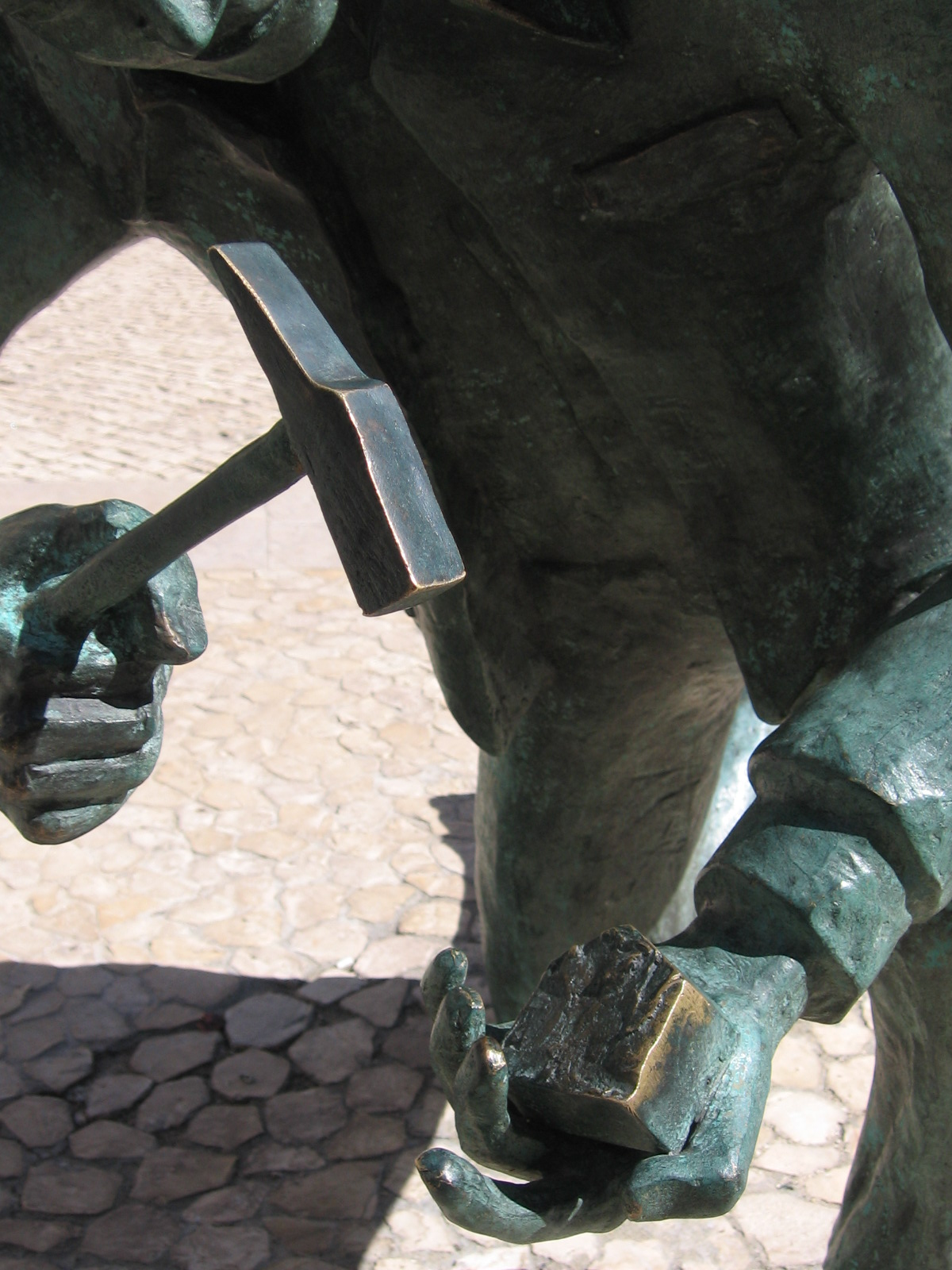
Das Denkmal Monumento ao Calceteiro in Lissabon

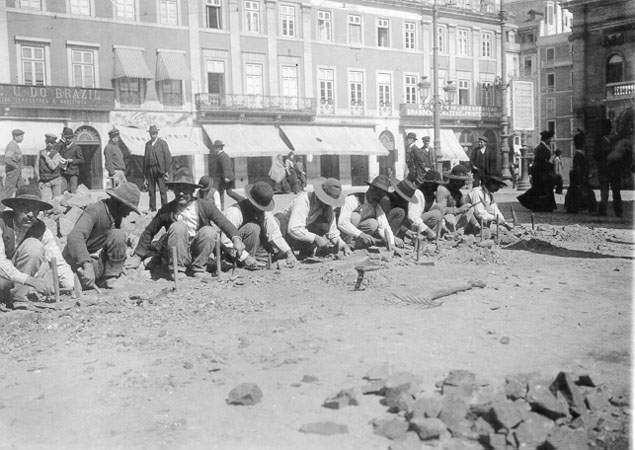
Calceteiros bei der Arbeit, Lissabon 1907

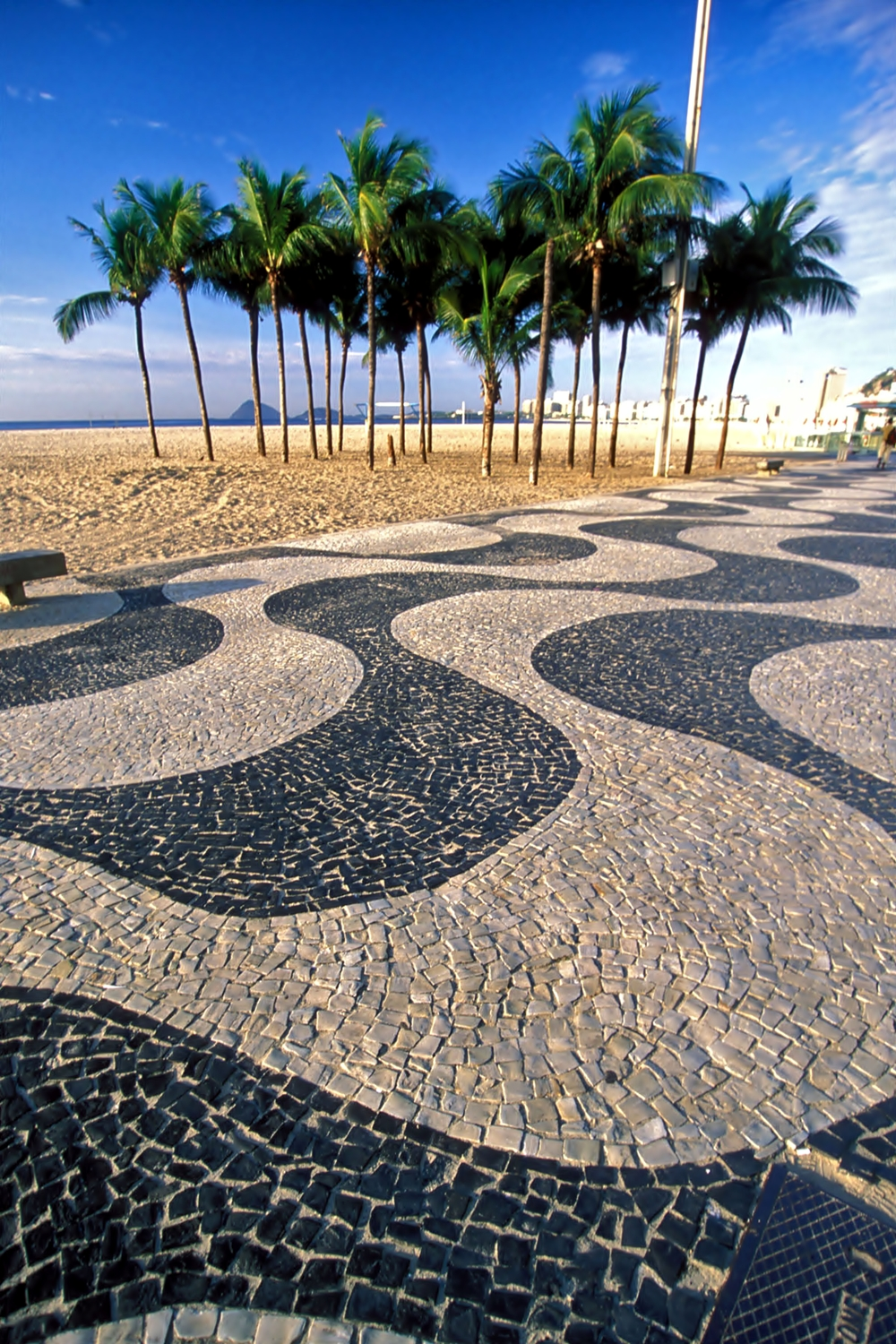
Calçada portuguesa im Muster des Mar largo an der Copacabana, Rio de Janeiro

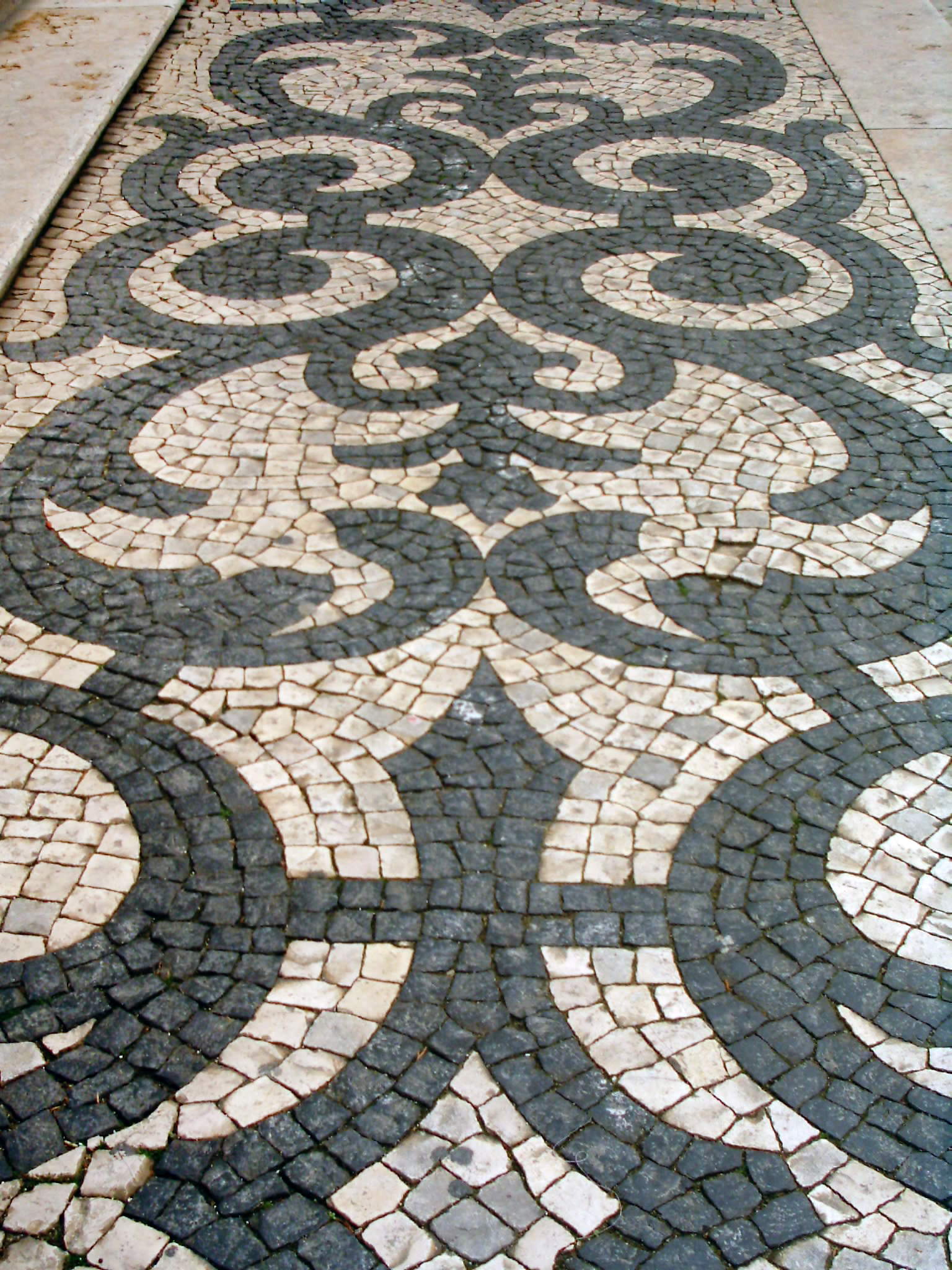
Calçada portuguesa in Lissabon

Die Ursprünge der Pflastertechnik liegen in Persien, von wo sie über Mesopotamien, das antike Griechenland und das Römische Reich auf die Iberischen Halbinsel gelangte. Die erste planmäßige Anwendung der Pflastertechnik ordnete um 1500 König Manuel, „der Glückliche“, im Bereich der heutigen UNESCO-Denkmäler des Weltkulturerbes an, am Torre de Belém und dem Hieronymuskloster. Nach dem Erdbeben von Lissabon 1755 wurden beim Wiederaufbau Lissabons systematisch die kunstvollen Mosaikpflaster angelegt.
Zur heutigen Form fand man in Portugal im 19. Jahrhundert und spätestens mit den Pflasterarbeiten am Castelo de São Jorge 1842 war die heute bekannte Form der Pflasterung gefunden.
Inzwischen ist die Calçada portuguesa eines der typischen portugiesischen Erkennungszeichen und, besonders im touristischen Stadtmarketing Lissabons, zusammen mit Symbolen wie der Portugiesischen Gitarre, der Lissabonner Straßenbahn oder der Portugiesischen Fliesenkunst ein häufig genutztes Motiv.
1986 gründete die Stadt Lissabon eine Schule speziell für die Pflasterkunst, die Escola dos Calceteiros. 2006 wurde vor der Kirche von São Nicolau in der Lissabonner Unterstadt ein Denkmal für den portugiesischen Pflasterer (Calceteiro) errichtet, als Würdigung der Handwerker, die diese geschätzten Pflasterarbeiten schaffen.

## Verbreitung
Die Calçada Portuguesa ist in ganz Portugal verbreitet, sowohl auf dem Festland als auch auf Madeira und den Azoren, und sowohl in modernen Ausgestaltungen, als auch in traditionellen Mustern. International am weitesten verbreitet ist das Wellen-Motiv des „breiten Meeres“ (mar largo), etwa auf der bekannten Strandpromenade der Copacabana in Rio de Janeiro.
Sie ist überall dort zu finden, wo es eine portugiesische Präsenz in der Geschichte gab, etwa im indischen Goa, dem chinesischen Macau oder in Osttimor. Auch in den ehemaligen portugiesischen Kolonien in Afrika sind sie noch recht häufig zu finden, etwa in Angola, auf den Kapverden oder in Mosambik. Aber auch auf Hawaii oder am John-Lennon-Denkmal im New Yorker Central Park kann man sie sehen.

## „Entschärfung“ der Calçada
In der Stadt Olhão in der Algarve begannen 2013 die ersten Arbeiten in Portugal, die Calçada durch eine andere Gehwegoberfläche zu ersetzen und damit zu „entschärfen“, indem ein großer Teil des Pflasters der Altstadt durch einfache Steinplatten ausgewechselt wurden. Unter einem Teil der Anwohner stieß die Maßnahme auf Ablehnung, und einige sprachen von einer „Beleidigung für das Kulturerbe“. Doch wegen der besonders bei Regen erheblichen Ausrutsch- und Sturzgefahr finden die Pläne vor allem unter älteren Menschen auch viele Befürworter.
Andere Gemeinden wollen folgen, wie zum Beispiel der Stadtteil Campolide in Lissabon, wo eine Abstimmung im März 2015 für oder gegen „Tradition“ und „Sicherheit“ auf den Weg gebracht wurde. 61,5 % der Anwohner waren für den Austausch des weißen Pflasters durch einen durchgehenden Boden, besonders bei steilem Gelände. So werden bis Ende 2015 auch hier die ersten Gehwege neu verlegt.

## Galerie

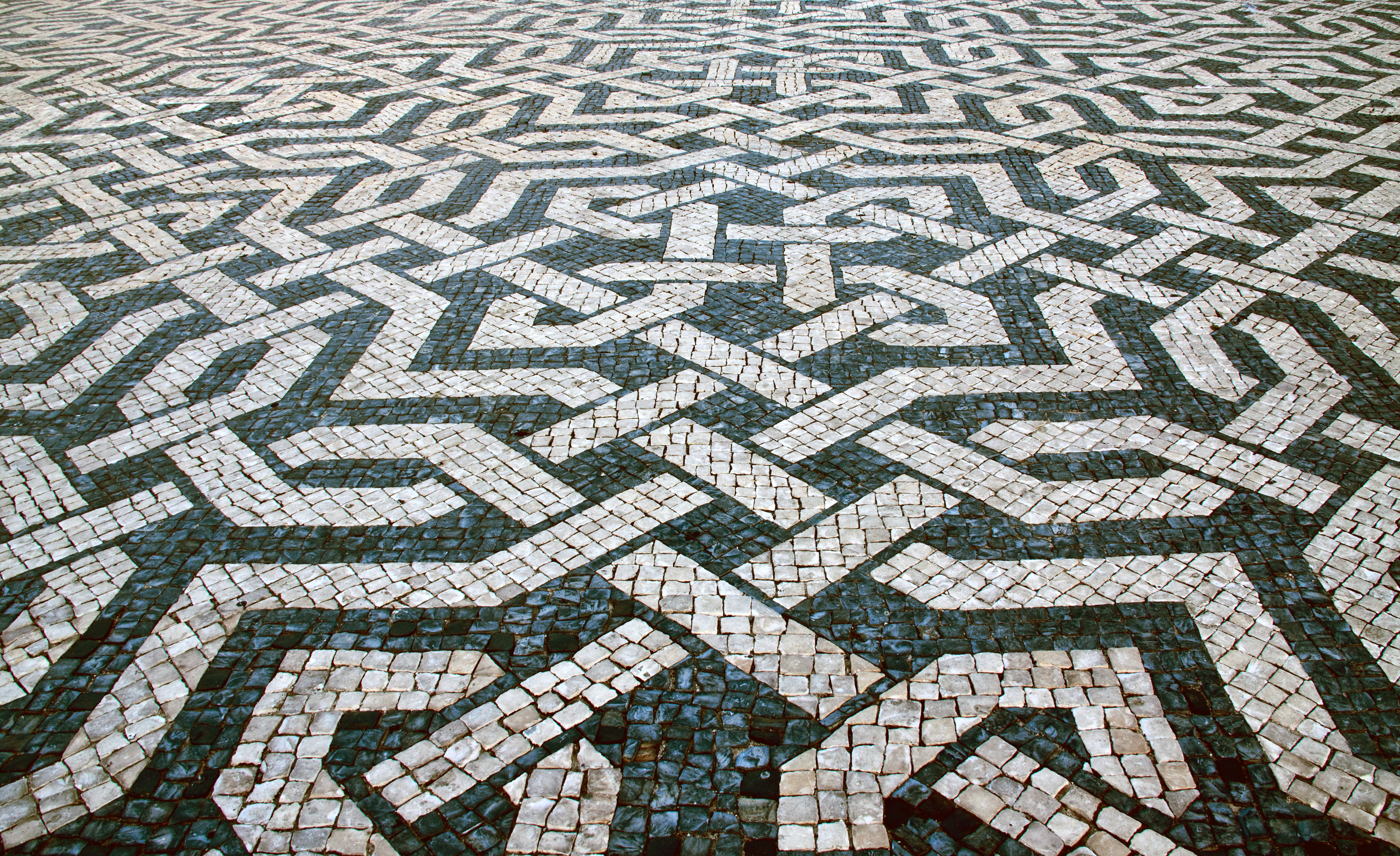
Am Restauradores-Platz in Lissabon
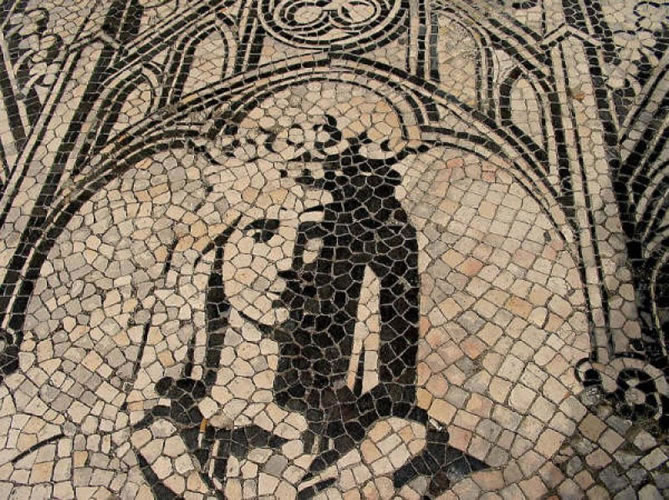
Motiv der Universität Coimbra in Coimbra
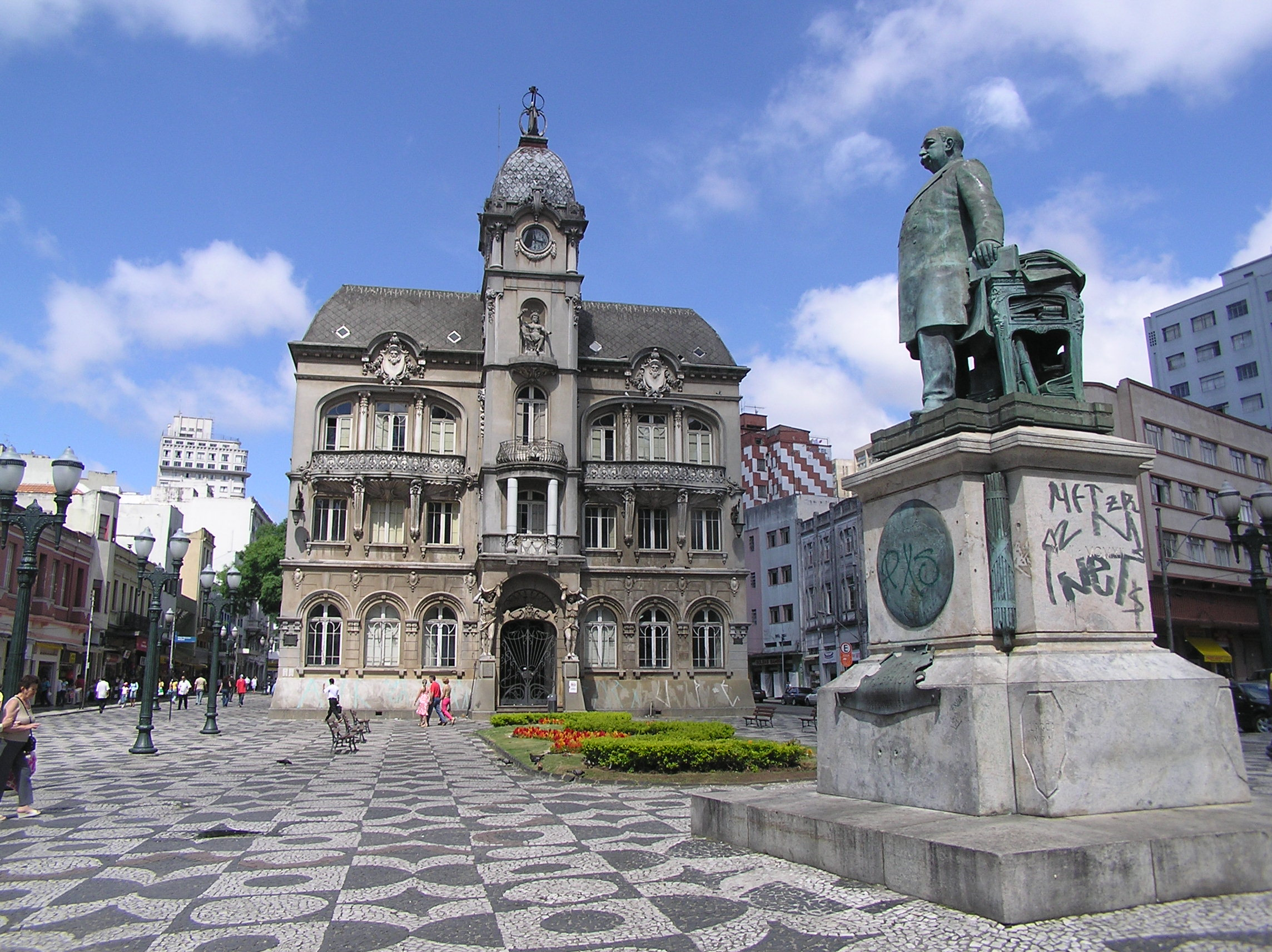
In Curitiba, Brasilien
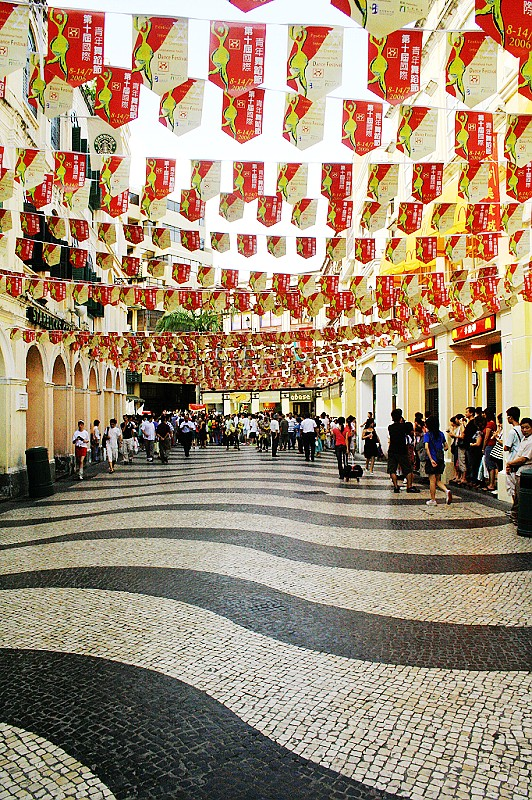
Der Largo do Senado in Macau, China
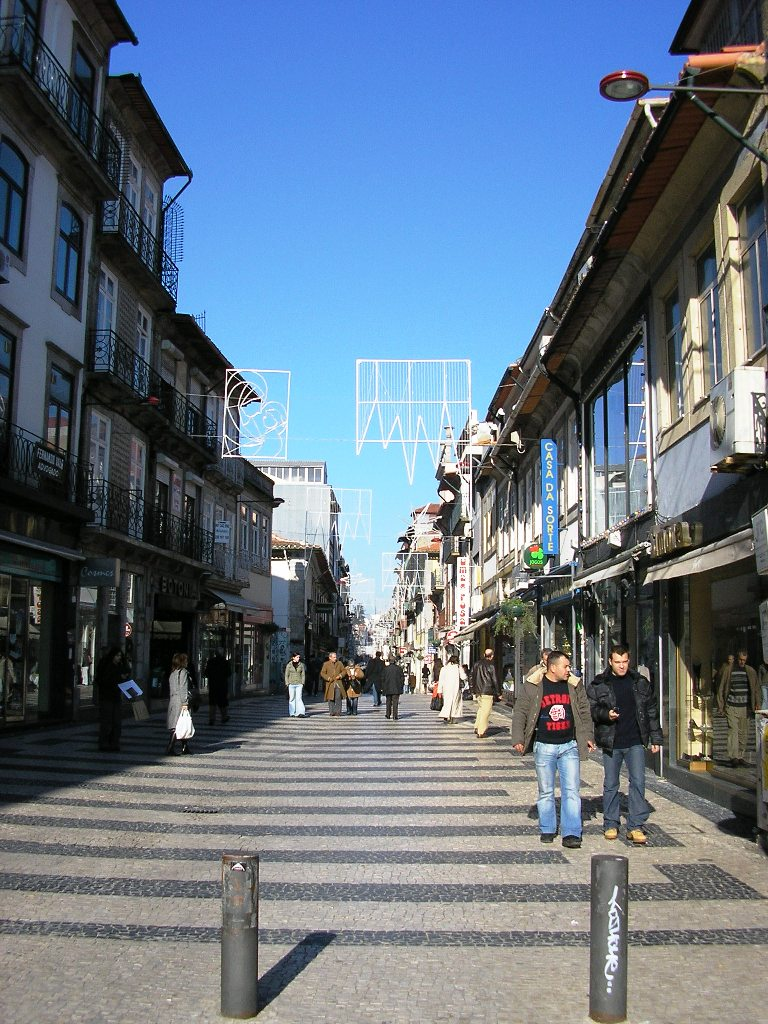
Die Rua de Cedofeita in Porto
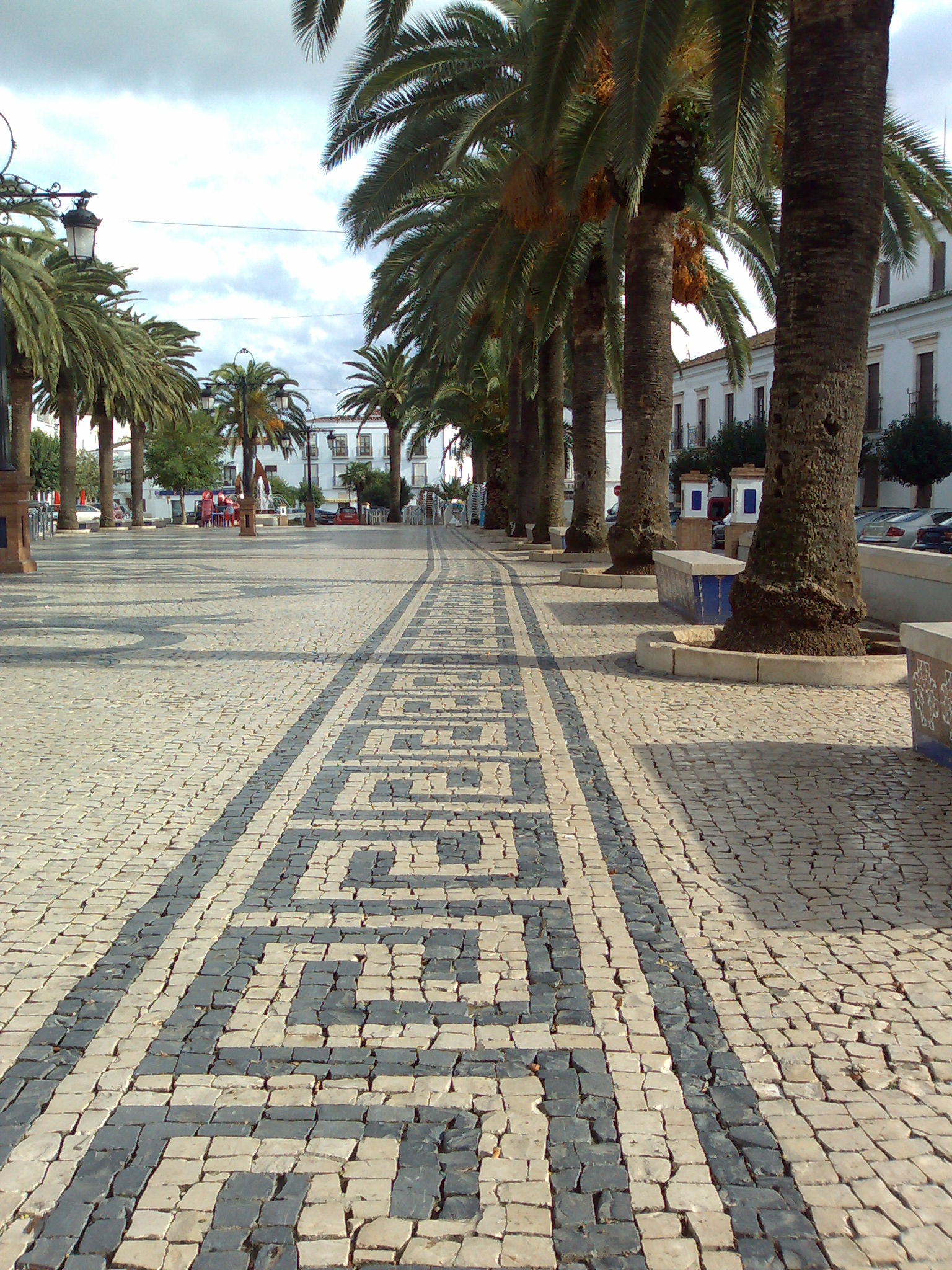
Die Plaza de España im umstrittenen span. Olivença
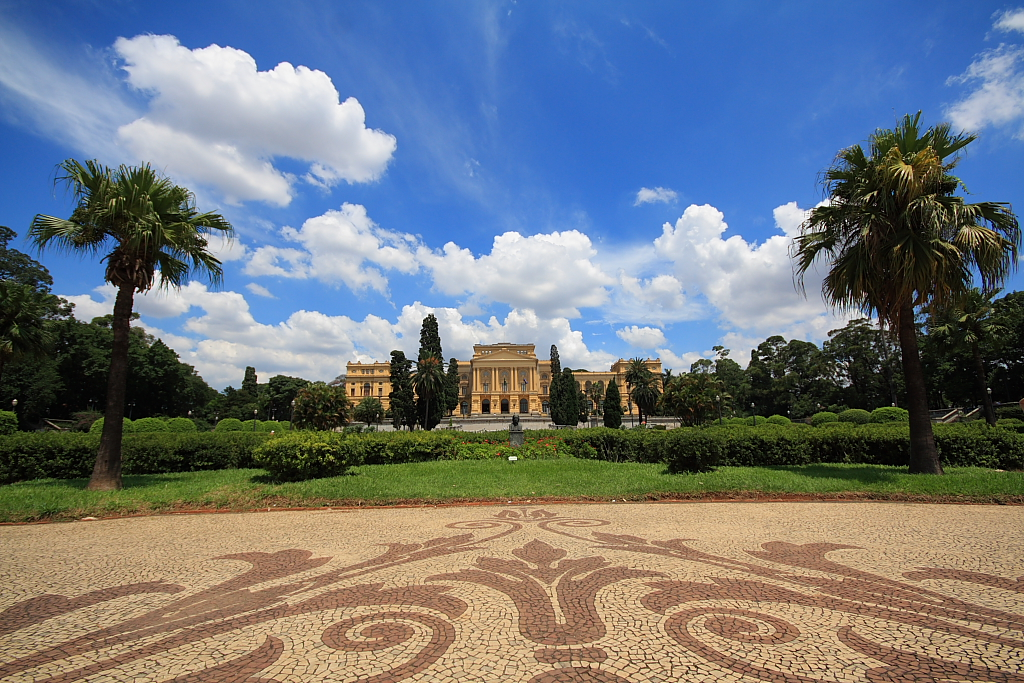
Am Museu do Ipiranga in São Paulo, Brasilien
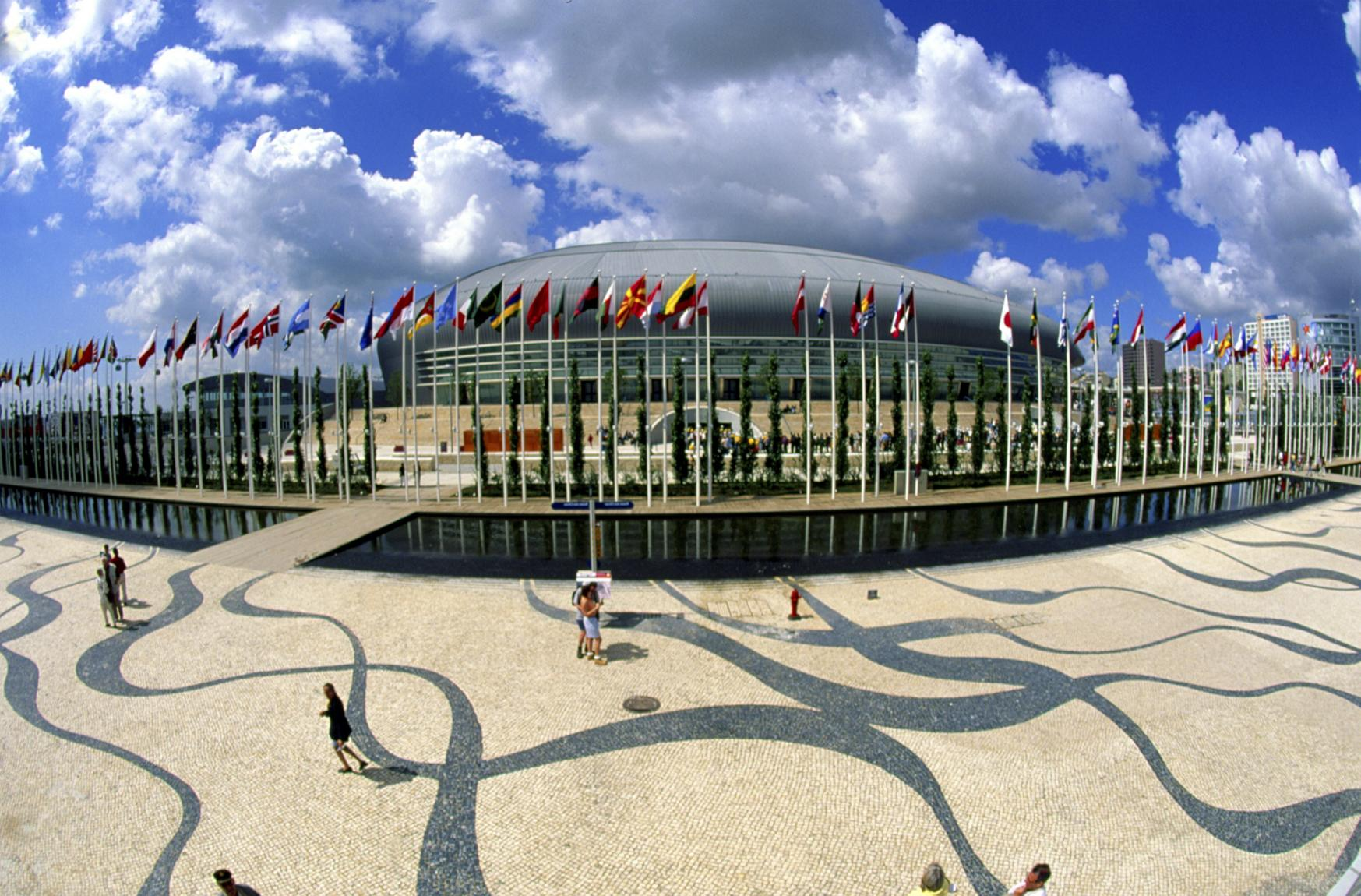
Im Parque das Nações, Lissabon
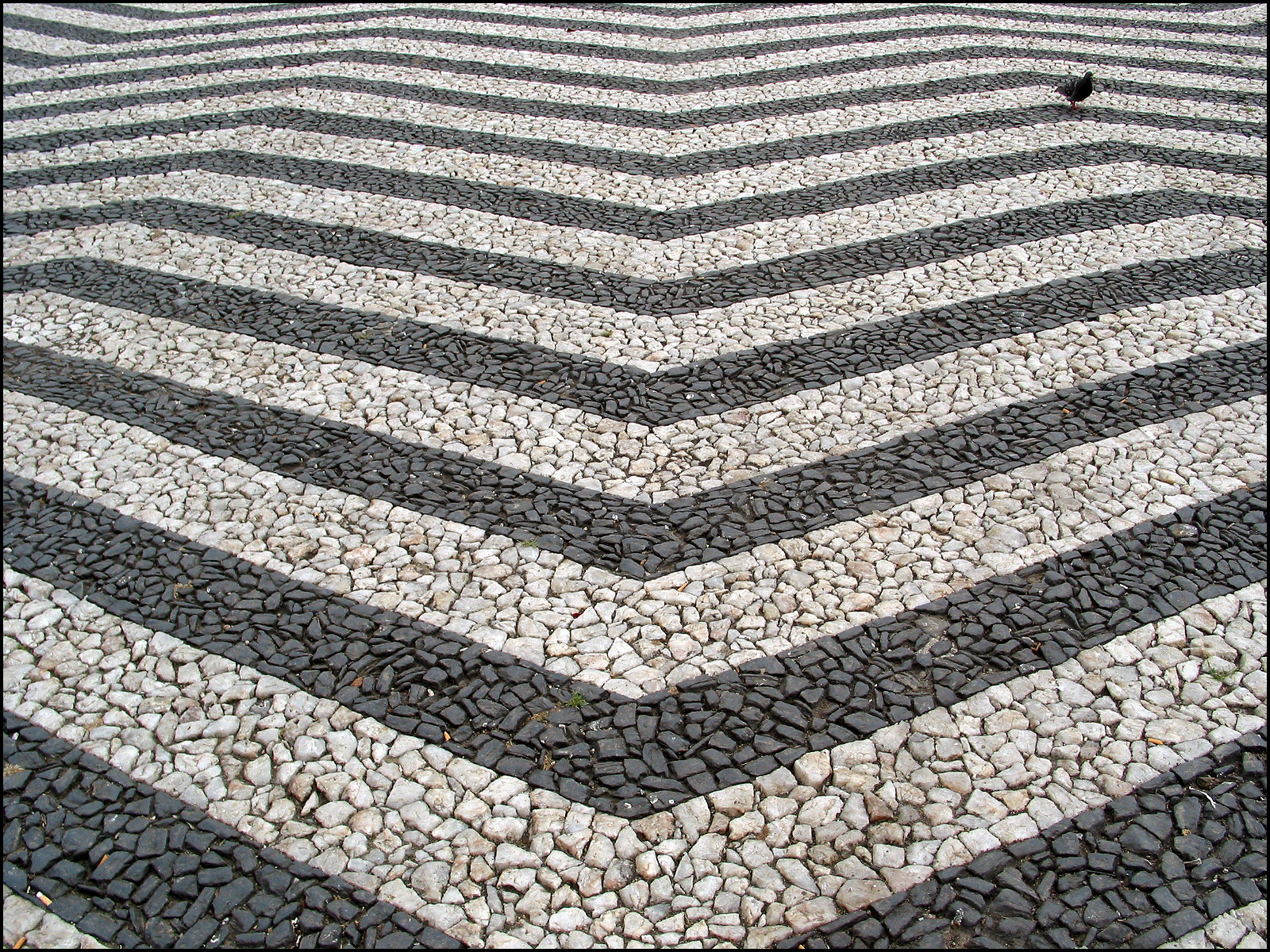
In Guimarães, Portugal
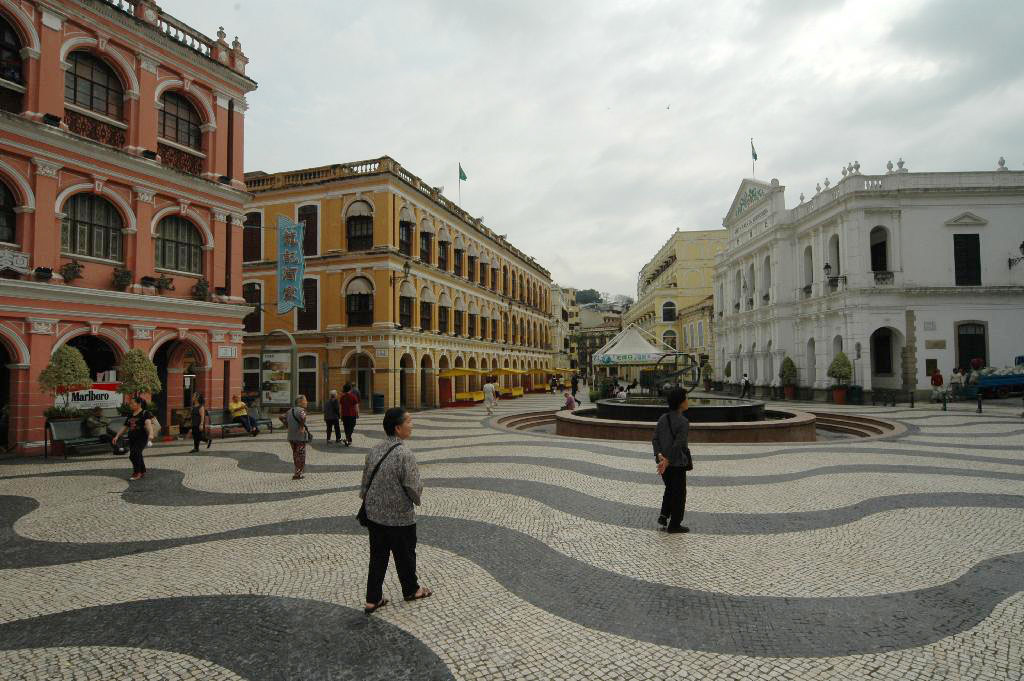
In Macau, China
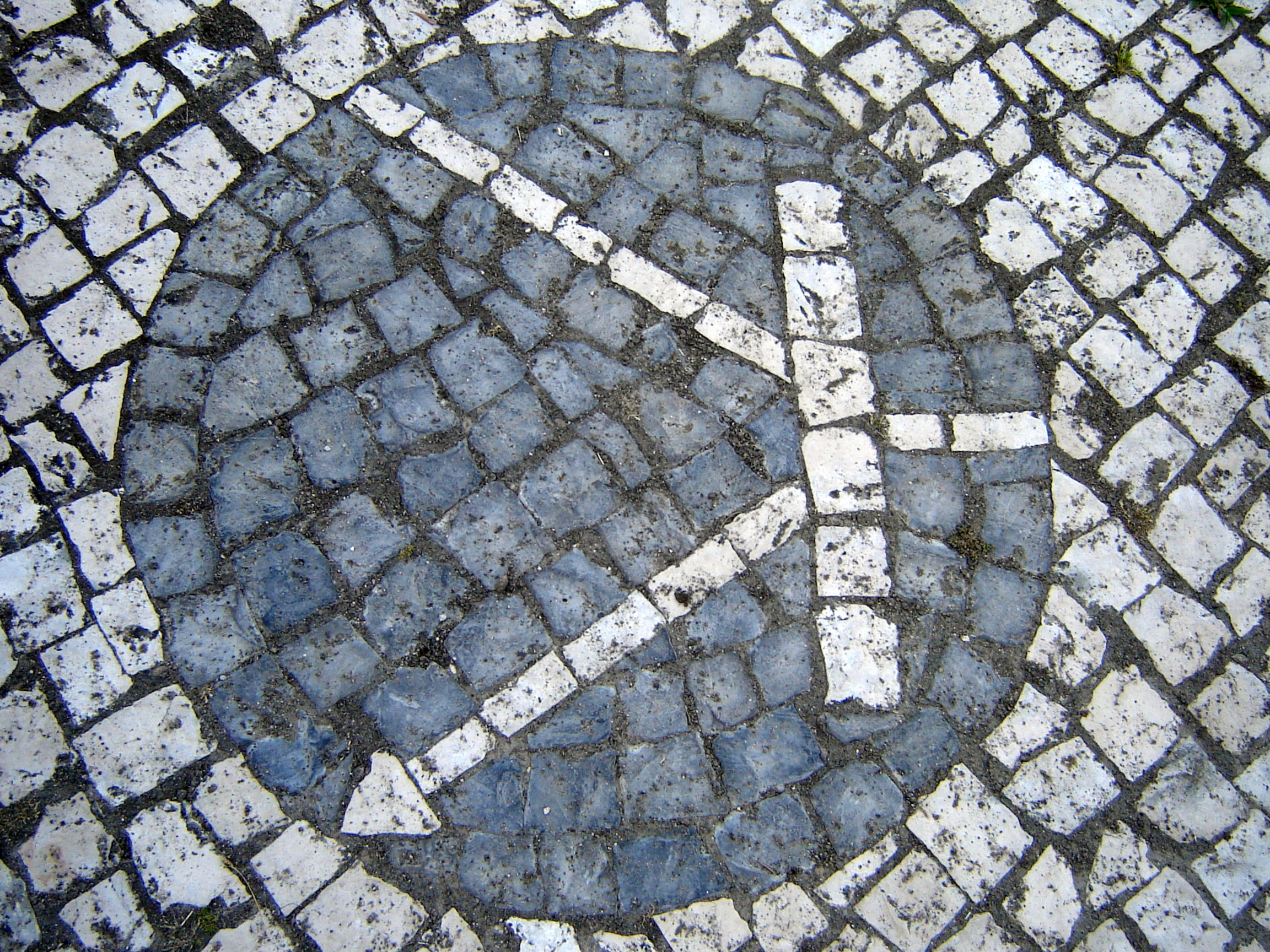
Transistor-Motiv an der Universität Aveiro